# Andreas Hammerschmidt
Andreas Hammerschmidt (1611 nebo 1612?, Most – 29. října 1675, Žitava) byl skladatel a varhaník, představitel německé protestantské chrámové hudby 17. století.

## Život
Andreas Hammerschmidt se narodil snad v roce 1611 nebo roku 1612 v severočeském Mostě. Jeho otec byl sedlářem a pocházel z vesnice Carthaus nedaleko Cvikova. Po vydání rekatolizačních patentů císaře Ferdinanda II. ve dvacátých letech 17. století musel Hammerschmidtův otec buď konvertovat na katolickou víru, nebo z Čech odejít. V roce 1626 Hammerschmidtovi jako mnoho dalších protestantů-exulantů odešli do Freibergu v Sasku. Jejich syn zde pokračoval ve studiu hudby. V roce 1633 odešel se svým učitelem komponování Stephanem Ottou do Weesensteinu u Drážďan na dvůr hraběte Rudolfa z Bünau.

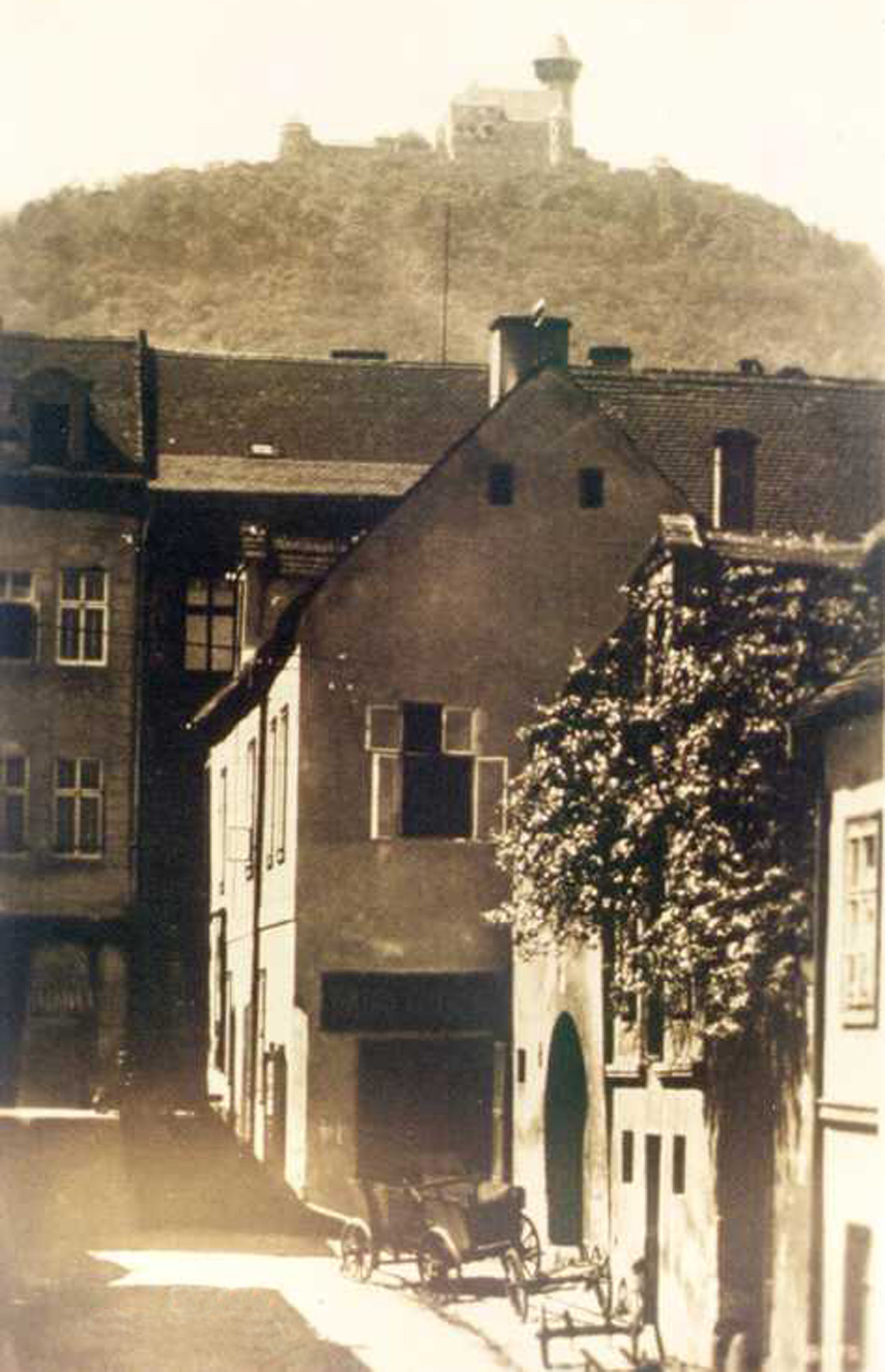
Hammerschmidtova (pozdější Horova) ulice v Mostě

Hammerschmidt ve Weesensteinu působil jako dočasný varhaník. V roce 1634 si Hammerschmidta vybrala městská rada ve Freibergu na místo ředitele kůru v kostele sv. Petra, místa se ujal v červnu následujícího roku. Ve Freibergu se roku 1637 oženil a získal měšťanské právo.
Roku 1639 se Andreas Hammerschmidt přestěhoval do Žitavy, kde v kostele sv. Jana Křtitele zastával místo varhaníka a ředitele kůru. V roce 1656 si Hammerschmidt zakoupil dvůr, o tři roky později rozšířil svůj pozemek nákupem pustého místa před jednou z žitavských bran, která dříve byla součástí městských hradeb. Zde si postavil panský dům.
Andreas Hammerschmidt zemřel v Žitavě 29. října 1675.

## Dílo
Hammerschmidt skládal již za svého pobytu ve Weesensteinu, kde složil Sirachs Lob und Dankspruch, následoval zpěvník Freut euch ihr Christen alle. Hammerschmidtovo dílo obsahuje přes šest stovek skladeb především chrámové hudby jako mše, madrigaly, kantáty, symfonie, moteta či chorály s instrumentálním a varhanním doprovodem. Známé jsou jeho duchovními koncerty. Vedle vokálních děl skládal i instrumentální skladby. Dále jsou to tzv. dialogy, ve kterých spojil chrámové písně a koncertem. Dialogy komponoval na biblické texty. Jeho nejslavnějšími dialogy jsou Musikalische Andachten (1638-1652) a Gespräche über die Evangelia (1655). Další část Hammerschmidtovy tvorby tvoří slavnostní písně, pokání a děkovné písně. V roce 1662 vyšel pod názvem Kirchen- und Tafelmusic soubor 22 skladeb věnovaný žitavskému purkmistrovi. Hammerschmidt složil i 159 tanců. Jeho další přínos spočívá v písňové tvorbě, kterou představují orchestrální taneční suity a skladba Weltliche Oden oder Liebesgesänge obsahující dueta, tria a monodie s nástrojovým doprovodem. Posledním autorovým dílem jdou šestihlasé časové modlitby z roku 1671.